# Hár, Jafnhár et Þriði
Pour les articles homonymes, voir Har.

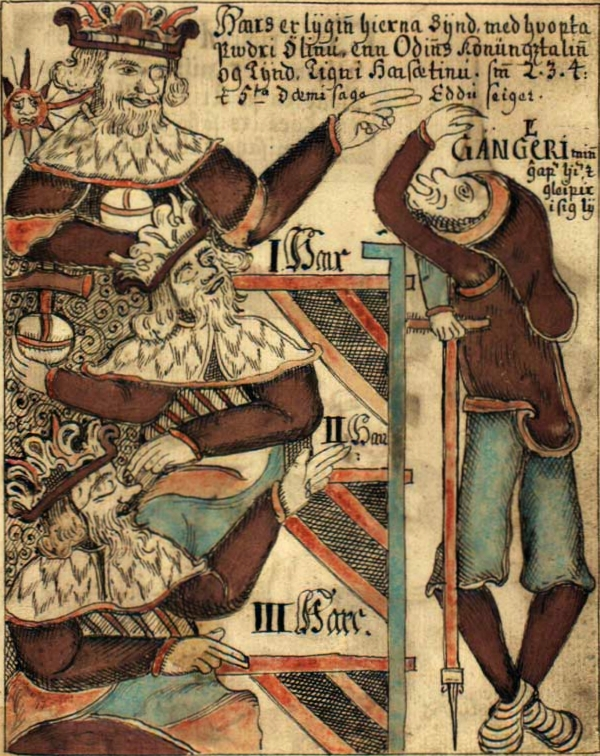
Hár, Jafnhár et Þriði conversant avec Odin/Gangleri, illustration tirée d'un manuscrit islandais datant du XVIIIe siècle

Hár (« haut » en vieux norrois), Jafnhár (« aussi haut » ou « également haut » en vieux norrois) et Þriði (Thrithi ; « troisième » en vieux norrois) sont trois hommes qui répondent aux questions d'Odin[réf. nécessaire] alors mentionné sous son pseudonyme de Gangleri, en fait le roi Gylfi déguisé, dans le Gylfaginning de l'Edda de Snorri écrite par Snorri Sturluson au XIIIe dans la mythologie nordique. Hár est assis sur le trône le plus bas, Jafnhár sur celui du milieu et Þriði sur le plus élevé. Un "homme qui jonglait avec des poignards" explique à Gylfi que Hár est leur roi, leurs trônes sont situés dans la halle du Valhöll.
Dans le chapitre 20 du Gylfaginning, Hár, Jafnhár et Þriði sont cités parmi d'autres comme des surnoms du dieu Odin. Ainsi, certains spécialistes pensent que ces trois personnages ne sont autre qu'Odin démultiplié. On sait qu'Odin, en dieu des dieux, possède un trône à Ásgard, Hlidskjálf, qu'il est très sage donc il serait capable de répondre à toutes ces questions, et enfin qu'il dissimule souvent qui il est à ses interlocuteurs. Au chapitre 2 du Gylfaginning, on apprend que les Ases, étant au courant de l'arrivée du roi Gylfi, ont préparé "à son endroit des illusions visuelles". Odin démultiplié pourrait en être une. 